# H.P. Langkilde
 Ikke at forveksle med Hans Langkilde.
Hans Peter Egeløkke Langkilde (12. august 1836 på Sandholt – 11. april 1924 i Nyborg) var en dansk jurist, etatsråd og godsejer, bror til W.A. Langkilde.
Han var søn af etatsråd N.R.H. Langkilde og hustru født Langkilde og blev 1854 student fra Odense lærde Skole og 1859 cand. jur. Langkilde var 1860-64 assistent i Indenrigsministeriet og var fra 1863 til december 1918 ejer af Juulskov i Kullerup Sogn. Han blev 1892 etatsråd og 6. april 1909 Ridder af Dannebrog. Han var fra 1878 landvæsenskommissær i Svendborg Amt, 1890 formand for afløsning af hoveriet i 6. Landstingskreds, fra 1881 medlem af repræsentantskabet for Kreditforeningen af Grundejere i Fyens Stift, 1896-1919 formand for repræsentantskabet, formand for Kullerup-Refsvindinge Sogneråd og medlem af skoledirektionen for Vindinge Herred.
Langkilde blev gift 31. oktober 1862 i Sankt Knuds Kirke med Ingeborg Marie Engelstoft (1. oktober 1839 i København - 28. maj 1902 på Juulskov), datter af professor ekstraord., dr. theol., senere biskop over Fyens Stift, minister for Kirke- og Undervisningsvæsenet Christian Thorning Engelstoft og Louise Holm.